# Йохан III (Саксония-Ваймар)
Йохан III фон Саксония-Ваймар (на немски: Johann von Sachsen-Weimar; * 22 май 1570, Ваймар; † 31 октомври 1605, Ваймар) е херцог на Саксония-Ваймар от 1602 г. до смъртта си.

## Живот
Йохан III произлиза от рода на Ернестингските Ветини. Той е вторият син на херцог Йохан Вилхелм I от Саксония-Ваймар (1530 – 1573) и съпругата му Доротея Сузана фон Пфалц (1544 – 1592), дъщеря на курфюрст Фридрих III от Пфалц.
Баща му умира, когато Йохан е на три години, а неговият по-голям брат Фридрих Вилхелм I е още малолетен. Затова херцогството Саксония-Ваймар е под регентството на курфюрста от Саксония. През 1586 г. неговият по-голям брат става пълнолетен и херцог на Саксония-Ваймар. Йохан получава годишна сума и Алтенбург, Айзенберг и Ронебург.
На 7 януари 1593 г. той се жени в Алтенбург за Доротея Мария фон Анхалт (* 2 юли 1574, Десау; † 18 юли 1617, Ваймар), дъщеря на княз Йоахим Ернст фон Анхалт от род Аскани и съпругата му Анна Мария фон Бранденбург-Ансбах. Тя е сестра на княз Лудвиг I фон Анхалт-Кьотен.
През 1602 г. Йохан става херцог на Саксония-Ваймар след смъртта на брат му Фридрих Вилхелм I.
Йохан се интересува повече от природни науки и изкуство. През 1603 г. той дава на четиримата си племенника (Йохан Филип, Фридрих, Йохан Вилхелм и Фридрих Вилхелм II) исканата от тях наследствена част. Малкото херцогство Саксония-Ваймар затова се разделя отново, Алтенбург е отцепен и става самостоятелно херцогство за синовете на Фридрих Вилхелм I. Тази създадена линия Саксония-Алтенбург съществува до 1672 г., след нейното измиране части от Алтенбургската земя отиват обратно към Саксония-Ваймар.
От единадесетте сина на Йохан осем порастват. Така Йохан е прародител на всичките по-късни линии на Ернестингските Ветини. Йохан умира след само тригодишно управление и е погребан в градската църква на Ваймар. Той е последван от неговия малолетен син Йохан Ернст Младши отново под регентството на Курсаксония.

## Деца
Йохан има от брака си с Доротея Мария фон Анхалт дванадесет деца:
- Йохан Ернст I (1594 – 1626), херцог на Саксония-Ваймар
- Християн Вилхелм (*/† 1595)
- Фридрих (1596 – 1622), (титулар-)херцог на Саксония-Ваймар
- Йохан (1597 – 1604)
- Вилхелм Велики (1598 – 1662), херцог на Саксония-Ваймар, ∞ 1625 принцеса Елеонора Доротея фон Анхалт-Десау (1602 – 1664)
- син (†* 1598)
- Албрехт (1599 – 1644), херцог на Саксония-Айзенах, ∞ 1633 принцеса Доротея фон Саксония-Алтенбург (1601−1675)
- Йохан Фридрих (1600 – 1628), (титулар-)херцог на Саксония-Ваймар
- Ернст I Благочестиви (1601 – 1675), херцог на Саксония-Гота, ∞ 1636 принцеса Елизабет София фон Саксония-Алтенбург (1619 – 1680)
- Фридрих Вилхелм от Саксония-Ваймар (1603 – 1619), (титулар-)херцог на Саксония-Ваймар
- Бернхард (1604 – 1639), херцог на Франкония
- Йохана (1606 – 1609)